# Station Nowa Sól
Station Nowa Sól is een spoorwegstation in de Poolse plaats Nowa Sól.